# Рік спокійного сонця (фільм)
«Рік спокійного сонця» (пол. «Rok spokojnego słońca») — польсько-німецький художній фільм 1984 року режисера Кшиштофа Зануссі.

## Сюжет
Дія відбувається незабаром після Другої світової війни. Американський солдат Норман і польська біженка Емілія закохані. Він повинен повернутися в США і обидва вирішують, що вона незабаром піде за ним. Мати Емілії хвора, і їй необхідні професійні лікарі. Розуміючи, що квиток на виїзд буде тільки один, а Емілія ніколи не залишить її, мати таємно викидає щоденні дози ліків і вмирає. Емілія, виявивши жертву матері, відмовляється отримати вигоду з неї. Вона віддає квиток подрузі і йде в монастир, даючи обітницю залишитися назавжди самотньою. Протягом багатьох десятиліть вона буде дотримуватися його, поки не дізнається, що Норман помер і залишив їй весь свій статок…

## У ролях
- Майя Коморовська
- Скотт Вілсон
- Ханна Скаржанка
- Ева Далковская
- Вадим Гловна
- Денні Вебб
- Збігнєв Запасевич
- Тадеуш Брадецький
- Єжи Новак
- Єжи Штур

## Творча група
- Сценарій: Кшиштоф Зануссі
- Режисер: Кшиштоф Зануссі
- Оператор: Славомір Ідзяк
- Композитор: Войцех Кіляр